# Barbu malais
Psilopogon oorti
Espèce
Statut de conservation UICN

 LC  : Préoccupation mineure
Le Barbu malais (Psilopogon oorti, anciennement Megalaima oorti) est une espèce d'oiseaux appartenant à la famille asiatique des Megalaimidae.

## Description
Il est long de 20 à 23,5 cm. La couleur dominante de son plumage est le vert sauf pour la tête qui est un mélange de bleu, de jaune et de rouge. Le tour de l'œil et le bec sont noirs. Les pattes sont gris-vert et les chinois appellent cet oiseau l'oiseau aux cinq couleurs (五色鳥) par référence aux cinq couleurs de son plumage.

## Distribution
Il est présent dans le sud-est de l'Asie: Sumatra, péninsule Malaise.

## Mode de vie
Il habite les forêts tropicales et subtropicales. Il vit dans la partie supérieure et moyenne de la canopée. On  sait qu'il niche dans un trou d'arbre mais on ne connait pas grand-chose de plus sur lui.

## Taxinomie
D'après le Congrès ornithologique international, c'est une espèce monotypique (non divisée en sous-espèces).
Le Barbu forgeron (Megalaima faber Swinhoe, 1870), le Barbu de Formose (Megalaima nuchalis Gould, 1863) et le Barbu d'Annam (Psilopogon annamensis) ont été séparées et sont dorénavant des espèces à part entière.